# Wallace Beery
Wallace Beery (1. dubna 1885 – 15. dubna 1949) byl americký herec.
Roku 1932 získal Oscara za mužský herecký výkon v hlavní roli ve filmu The Champ, kde ztvárnil roli boxera zničeného alkoholismem. Již roku 1930 byl na Oscara nominován za roli ve snímku The Big House. K jeho známým filmům patří též Treasure Island z roku 1934, kde hrál piráta Johna Silvera, či Viva Villa!, kde ztvárnil roli Pancho Villy, za niž získal cenu pro nejlepšího herce na filmovém festivalu v Benátkách roku 1934. Roku 1936 hrál ve filmu A Message to Garcia (Poselství Garciovi), natočeném podle stejnojmenné knihy Elberta Hubbarda.